# Tarachidia venustula
Tarachidia venustula là một loài bướm đêm trong họ Noctuidae.